# James V. Buckley

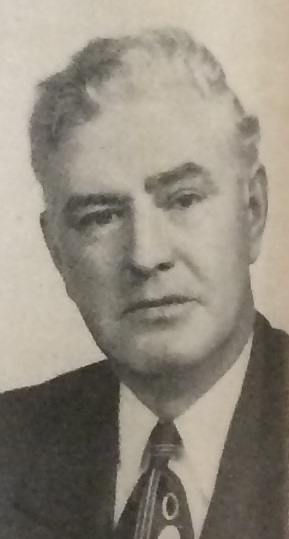
James V. Buckley

James Vincent Buckley (* 15. Mai 1894 im Saginaw County, Michigan; † 30. Juli 1954 in Hammond, Indiana) war ein US-amerikanischer Politiker. Zwischen 1949 und 1951 vertrat er den Bundesstaat Illinois im US-Repräsentantenhaus.

## Werdegang
James Buckley wurde auf einer Farm in Michigan geboren. Er besuchte die öffentlichen Schulen seiner Heimat und zog danach nach Chicago, wo er in der Automobilbranche arbeitete. Später war er im dortigen Cook County sowie im Lake County in Indiana im Immobiliengeschäft und in der Bauindustrie tätig. Während des Zweiten Weltkrieges arbeitete er in der Rüstungsindustrie. Er engagierte sich auch in der Gewerkschaftsbewegung und wurde Präsident einer regionalen Gewerkschaft der Automobilbranche, der Local Union 714.
Politisch wurde Buckley Mitglied der Demokratischen Partei. Bei den Kongresswahlen des Jahres 1948 wurde er im vierten Wahlbezirk von Illinois in das US-Repräsentantenhaus in Washington, D.C. gewählt, wo er am 3. Januar 1949 die Nachfolge von Martin Gorski antrat, der in den fünften Distrikt wechselte. Da er im Jahr 1950 nicht bestätigt wurde, konnte er bis zum 3. Januar 1951 nur eine Legislaturperiode im Kongress absolvieren. Diese war von den Ereignissen des Kalten Krieges geprägt.
Nach dem Ende seiner Zeit im US-Repräsentantenhaus arbeitete James Buckley in Calumet City in der Immobilienbranche und im Baugewerbe. Er starb am 30. Juli 1954 in Hammond und wurde in Gary beigesetzt.